# ジヒドロウラシル
ジヒドロウラシル(Dihydrouracil)は、ウラシルの代謝中間体である。